# Museo Zapotitlan de Vadillo
El Museo Zapotitlán de Vadillo es un museo etnográfico situado en el municipio de Zapotitlán de Vadillo, Jalisco, México. Fundado en septiembre de 2024, tiene como objetivo la preservación de la cultura indígena nahua del sur del estado de Jalisco.

## Descripción
El museo está ubicado dentro de la Casa de la Cultura Zapotitlán, cerca del centro histórico del municipio. Posee tres salas de exposición. Su acervo incluye una colección de arte y artesanía local, principalmente pinturas.